# Willians Domingos Fernandes
Willians Domingos Fernandes, meglio noto solo come Willians (Praia Grande, 29 gennaio 1986), è un ex calciatore brasiliano, di ruolo centrocampista.

## Carriera
Cresciuto nel Santo André, squadra dello Stato di San Paolo in Brasile, Willians nel 2009 approda al Flamengo con il quale totalizza 91 partite segnando 2 reti in tre stagioni.
Il 7 giugno 2012 viene ingaggiato dalla società italiana dell'Udinese per 3 milioni di euro. Fa il suo esordio con la maglia bianconera il 22 agosto 2012 nel preliminare di Champions contro il Braga, in cui la sua squadra ha pareggiato per 1-1.
L'11 gennaio 2013 l'Udinese annuncia ufficialmente di aver ceduto il giocatore all'Internacional.

## Statistiche

### Presenze e reti nei club
Statistiche aggiornate al 2 dicembre 2012.
| Stagione           | Squadra            | Campionato         | Campionato | Campionato | Coppe nazionali | Coppe nazionali | Coppe nazionali | Coppe continentali | Coppe continentali | Coppe continentali | Altre coppe | Altre coppe | Altre coppe | Totale | Totale |
| Stagione           | Squadra            | Comp               | Pres       | Reti       | Comp            | Pres            | Reti            | Comp               | Pres               | Reti               | Comp        | Pres        | Reti        | Pres   | Reti   |
| ------------------ | ------------------ | ------------------ | ---------- | ---------- | --------------- | --------------- | --------------- | ------------------ | ------------------ | ------------------ | ----------- | ----------- | ----------- | ------ | ------ |
| 2007               | Santo André        | B                  | 27         | 2          | -               | -               | -               | -                  | -                  | -                  | -           | -           | -           | 27     | 2      |
| 2008               | Santo André        | B                  | 30         | 3          | -               | -               | -               | -                  | -                  | -                  | -           | -           | -           | 30     | 3      |
| Totale Santo André | Totale Santo André | Totale Santo André | 57         | 5          |                 | 0               | 0               |                    | 0                  | 0                  |             | -           | -           | 57     | 5      |
| 2009               | Flamengo           | A                  | 31         | 1          | CB              | 6               | 1               | CS                 | 2                  | 0                  | -           | -           | -           | 39     | 2      |
| 2010               | Flamengo           | A                  | 29         | 0          | CB              | 0               | 0               | CL                 | 9                  | 0                  | -           | -           | -           | 38     | 0      |
| 2011               | Flamengo           | A                  | 31         | 1          | CB              | 6               | 1               | CS                 | 3                  | 0                  | -           | -           | -           | 40     | 2      |
| 2012               | Flamengo           | A                  | 0          | 0          | CB              | 0               | 0               | CL                 | 6                  | 0                  | -           | -           | -           | 6      | 0      |
| Totale Flamengo    | Totale Flamengo    | Totale Flamengo    | 91         | 2          |                 | 12              | 2               |                    | 20                 | 0                  |             | -           | -           | 123    | 4      |
| 2012-2013          | Udinese            | A                  | 5          | 0          | CI              | 0               | 0               | UCL+UEL            | 2+5                | 0+0                | -           | -           | -           | 12     | 0      |
| Totale carriera    | Totale carriera    | Totale carriera    | 153        | 7          |                 | 12              | 2               |                    | 26                 | 0                  |             |             |             | 191    | 9      |